# Syðradalur (Streymoy)
 For alternative betydninger, se Syðradalur. (Se også artikler, som begynder med Syðradalur)
Syðradalur dansk Sydredal eller Sønderdal, er en lille bygd med en bondegård på Færøerne på den sydlige vestkyst af Streymoy. Der findes også en Syðradalur på Kalsoy. 
- Indbyggere: 8(2025)[1]
- Postnummer: FO-177
- Kommune: Tórshavn Kommune
- N62°01'00" W6°54'46"

Som navnet antyder, er Syðradalur omgivet af høje fjelde. Tidligere var tilgængeligheden med båd til stedet fortsat hæmmet af den stærke brænding, der hersker på dette punkt af kysten. Efter århundreders isolation har der siden 1982 været vejforbindelse til Streymoys vejnet via den sydlige nabobygd Velbastaður. Der er ingen direkte kystvej til Norðradalur.
Stedet er imidlertid nævnt så langt tilbage som 1584,, da stedet bliver kongsgård og præstegård for den sydlige del af Streymoy, men præsterne foretrækker at bo i Tórshavn. 1827 tillægges kongsgården i Syðradalur, som siden 1647 har været tillagt præsteembedet for Sydstreymoy, til sorenskriverembedet. 